# Aerial Visions
Aerial Visions es el octavo álbum de estudio del guitarrista estadounidense de metal neoclásico Vinnie Moore, publicado en 2015 por su propio sello discográfico, Mind's Eye Music. Su grabación se realizó en los Shorefire Recording Studios de Long Branch (Nueva Jersey), a excepción de la guitarra eléctrica que se registró en los VinMan Studios, de propiedad de Vinnie. El 13 de octubre de 2015 el guitarrista contó en una entrevista que dos canciones fueron escritas para el álbum, pero se incluyeron en A Conspiracy of Stars de UFO luego que Phil Mogg les escribiera la letra. El disco incluye además una versión instrumental de «La Grange» de los tejanos ZZ Top.

## Lista de canciones
| N.º | Título                        | Duración |  |
| 1.  | «Mustang Shuffle»             | 4:14     |  |
| 2.  | «Now's the Time»              | 4:11     |  |
| 3.  | «Faith»                       | 4:22     |  |
| 4.  | «Slam»                        | 4:37     |  |
| 5.  | «La Grange» (cover de ZZ Top) | 4:04     |  |
| 6.  | «Looking Back»                | 4:30     |  |
| 7.  | «Aerial Vision»               | 4:39     |  |
| 8.  | «The Dark Dream»              | 5:41     |  |
| 9.  | «Calling Out»                 | 4:38     |  |
| 10. | «A Million Miles Gone»        | 6:53     |  |

## Músicos
- Vinnie Moore: guitarra eléctrica y bajo
- Rob De Luca, Dave LaRue, Dorian Heartsong, Elliott Dean Rubinson: bajo
- Tim Lehner: teclados
- Richie Monica: batería